# Liste der Kulturdenkmäler in Koblenz-Oberwerth
In der Liste der Kulturdenkmäler in Koblenz-Oberwerth sind alle Kulturdenkmäler im Stadtteil Koblenz-Oberwerth der rheinland-pfälzischen Stadt Koblenz aufgeführt. Grundlage ist die Denkmalliste des Landes Rheinland-Pfalz (Stand: 28. Juni 2023).
Die Kulturdenkmäler sind Teil des seit 2002 bestehenden UNESCO-Welterbes Oberes Mittelrheintal.

## Denkmalzonen
| Bezeichnung                                         | Lage | Baujahr   | Beschreibung | Bild                           |
| --------------------------------------------------- | --- | --------- | --- | ------------------------------ |
| Denkmalzone Beamtensiedlung Oberwerth               | Brahmsstraße 9, 11–15, Eichendorffstraße 15–35 (ungerade Nummern), Goethestraße 14–36 (gerade Nummern), Sebastian-Bach-Straße 33–45 (ungerade Nummern) und 12–18 (gerade Nummern), Richard-Wagner-Straße 11, 13, Weberplatz 1 Lage | 1912–1927 | durch die Gartenstadtbewegung geprägte Siedlung, um 1912 begonnen, Architekten Stähler & Horn, nach Kriegsunterbrechung um 1927 fertiggestellt; die Siedlung umfasst drei aneinandergrenzende Straßenquartiere: - ältester Siedlungsteil (Weberplatz 1 und Sebastian-Bach-Straße 33-45): Reihenhäuser, Putzbauten mit Mansard- bzw. Walmdach; - zweiter Abschnitt (Richard-Wagner-Straße 11, 13, Eichendorffstraße 15-29 (ungerade Nrn.), Brahmsstraße 12, 14, Goethestraße 14-28 (gerade Nrn.)): Putzbauten mit expressionistischen Motiven, 1925/26; - zeitgleich (Brahmsstraße 9, 11, 13, 15, Eichendorffstraße 31, 33, 35, Sebastian-Bach-Straße 12, 14, 16, 18 sowie Goethestraße 30, 32, 34, 36): Doppelhäuser mit expressionistischen Motiven | weitere Bilder Fotos hochladen |
| Denkmalzone Goethestraße/Sebastian-Bach-Straße etc. | Goethestraße 17/19, Sebastian-Bach-Straße 6/8/10, Uhlandstraße 2/4, Brahmsstraße 5 Lage | 1920      | Wohnhäuser für französische Besatzungsoffiziere, villenartige Walmdachbauten, 1920, Coblenzer Architekten BDA (Erhardt Müller und Ludwig Stähler); bauliche Gesamtanlage | Fotos hochladen                |

## Einzeldenkmäler
| Bezeichnung                                        | Lage                               | Baujahr   | Beschreibung | Bild                           |
| -------------------------------------------------- | ---------------------------------- | --------- | --- | ------------------------------ |
| Villa                                              | Brahmsstraße 3 Lage                | 1913/14   | eineinhalbgeschossige Villa mit geschweiftem Walmdach, 1913/14, Architekten Stähler & Horn | Fotos hochladen                |
| Villa                                              | Brahmsstraße 5 Lage                | 1920      | villenartiger Walmdachbau für französische Besatzungsoffiziere, 1920, Coblenzer Architekten BDA (Erhardt Müller und Ludwig Stähler) | Fotos hochladen                |
| Villa                                              | Goethestraße 2 Lage                | 1913      | anspruchsvolle großvolumige Villa, 1913, Architekt Conrad Reich | Fotos hochladen                |
| Villa                                              | Goethestraße 10 Lage               | 1927      | Villa auf kreuzförmigem Grundriss, Backsteinbau mit Walmdächern, 1927, Architekt Alfred Clemens | Fotos hochladen                |
| Villa                                              | Goethestraße 12 Lage               | 1927      | tuffgegliederter kubischer Walmdachbau, 1927, Architekt Josef Mayer | Fotos hochladen                |
| Gedenkstein                                        | Händelplatz Lage                   | 1913      | Gedenkstein anlässlich der 25-jährigen Thronbesteigung Kaiser Wilhelms II., Basaltlavablock, 1913 | Fotos hochladen                |
| Denkmal für Kaiser Wilhelm I. und Kaiserin Augusta | Haydnstraße, hinter Nr. 1/3 Lage   | 1879      | Sandsteinobelisk mit Medaillons, bezeichnet 11. Juni 1879 | Fotos hochladen                |
| Wasserwerk                                         | Jahnstraße 40 Lage                 | 1904      | Wasserwerk, Pumpstation II, breitgelagerte Maschinenhalle, Backsteinbau im Rundbogenstil, dreigeschossiger Schlauchturm mit Welscher Haube, 1904, Architekt wohl Wilhelm Maeckler | weitere Bilder Fotos hochladen |
| Villa                                              | Lortzingstraße 1a Lage             | 1911      | Villa mit geschweiftem Walmdach, 1911, Architekt Ernst Haiger, München | Fotos hochladen                |
| Villa                                              | Lortzingstraße 3 Lage              | 1930/31   | Villa, langgestreckter Hauptbau mit eingeschossigen Vorbauten, abgewalmte Dächer, 1930/31, Architekten Stähler & Horn | Fotos hochladen                |
| Villa                                              | Mozartplatz 2 Lage                 | 1912      | repräsentative Villa, tuffgegliederter Mansardwalmdachbau, 1912, Architekten Stähler & Horn; platzbildprägend | Fotos hochladen                |
| Wohnhaus                                           | Mozartstraße 4 Lage                | 1910      | Putzbau auf Bruchsteinsockel, 1910, Architekt Otto Nebel | Fotos hochladen                |
| Wohnhaus                                           | Mozartstraße 6 Lage                | 1911      | villenartiges Doppelhaus, anspruchsvoller Walmdachbau, 1911, Architekt Conrad Reich | Fotos hochladen                |
| Villa                                              | Rheinau 1 Lage                     | 1909/10   | herrschaftlicher, achsensymmetrisch gegliederter Walmdachbau, 1909/10, Architekt Wilhelm Albrecht Schmidt | Fotos hochladen                |
| Villa                                              | Rheinau 2 Lage                     | 1910      | teilweise tuffplattenverkleideter Putzbau, 1910, Architekt Fritz Thalwitzer | Fotos hochladen                |
| Königlich Preußisches Lehrerinnenseminar           | Rheinau 3/4, Arndtstraße 6–14 Lage | 1907–1908 | bedeutender Neurenaissance-Baukomplex mit dreigeschossigem Hauptbau und Aula-Flügel, Direktorenwohnhaus und Turnhallenanbau, 1907/08, Architekten Fleck und Leithold; zugehörig Arndtstraße 6–14: drei Wohnhäuser mit Walmdächern, 1926, Architekt Karl Radeboldt; bauliche Gesamtanlage | weitere Bilder Fotos hochladen |
| Villa                                              | Rheinau 8/8a/8b Lage               |           | herrschaftliche Villa, Walmdachbau mit Aussichtsplattform, Versorgungs- und Bedienstetenbau, mit Ausstattung; Bogenbrücke um 1950 | Fotos hochladen                |
| Wohnhaus                                           | Richard-Wagner-Straße 3/5 Lage     | 1927      | großvolumiges Doppelhaus, tuffgegliederter Walmdachbau, 1927, Architekten Huch & Grefges, Koblenz | Fotos hochladen                |
| Villa                                              | Simrockstraße 5 Lage               | um 1913   | repräsentative Villa auf unregelmäßigem Grundriss, um 1913, Architekten Huch & Grefges | Fotos hochladen                |
| Vorlandbrücke der Horchheimer Eisenbahnbrücke      | südöstlich der Ortslage Lage       | 1876–1879 | von der Eisenbahnbrücke zwischen Oberwerth und Horchheim erhaltene dreibogige Vorlandbrücke, ziegel- bzw. basaltlavaverblendete Steinkonstruktion, 1876/79, Architekten Hilff, Altenloh und Sarrazin                                                                                     | weitere Bilder Fotos hochladen |